# Elezioni generali in Bolivia del 1985
Le elezioni generali in Bolivia del 1985 si tennero il 14 luglio per l'elezione del Presidente e il rinnovo dell'Assemblea legislativa plurinazionale (Camera dei deputati e Senato).
Poiché nessun candidato alla carica di Presidente aveva ottenuto la maggioranza assoluta dei voti, l'Assemblea procedette al ballottaggio tra Hugo Banzer Suárez e Víctor Paz Estenssoro: fu così eletto Estenssoro, che ottenne 94 voti contro i 51 di Banzer Suárez.

## Risultati
| Liste                                                | Candidati                | Voti      | %     | Seggi  | Seggi  |
| Liste                                                | Candidati                | Voti      | %     | Camera | Senato |
| ---------------------------------------------------- | ------------------------ | --------- | ----- | ------ | ------ |
| Azione Democratica Nazionalista                      | Hugo Banzer Suárez       | 493.735   | 32,83 | 41     | 10     |
| Movimento Nazionalista Rivoluzionario                | Víctor Paz Estenssoro    | 456.704   | 30,36 | 43     | 16     |
| Movimento della Sinistra Rivoluzionaria              | Jaime Paz Zamora         | 153.143   | 10,18 | 15     | 1      |
| Movimento Nazionalista Rivoluzionario di Sinistra    | Roberto Jordan Pando     | 82.418    | 5,48  | 8      | -      |
| Movimento d'Avanguardia Nazionalista Rivoluzionario  | Carlos Serrate Reich     | 72.197    | 4,80  | 6      | -      |
| Partito Socialista-1                                 | Ramiro Velasco Romero    | 38.786    | 2,58  | 5      | -      |
| Unione del Popolo Unito                              | Antonio Araníbar Quiroga | 38.124    | 2,53  | 4      | -      |
| Movimento Rivoluzionario di Liberazione Túpac Catari | Jenaro Flores Santos     | 31.678    | 2,11  | 2      | -      |
| Partito Democratico Cristiano                        | Luis Ossio               | 24.079    | 1,60  | 3      | -      |
| Falange Socialista Boliviana                         | David Añez Pedraza       | 19.985    | 1,33  | 3      | -      |
| Movimento Rivoluzionario Catarista                   | Macabeo Chila Prieto     | 16.269    | 1,08  | -      | -      |
| Partito Rivoluzionario dei Lavoratori                | Guillermo Lora           | 13.712    | 0,91  | -      | -      |
| Azione Civica Popolare                               | Raúl Catacora Cordova    | 12.918    | 0,86  | -      | -      |
| Movimento Nazionalista Rivoluzionario di Sinistra    | Francisco Figueroa       | 11.696    | 0,78  | -      | -      |
| Sinistra Unita                                       | Isaac Sandoval Rodríguez | 10.892    | 0,72  | -      | -      |
| Azione Umanista Rivoluzionaria                       | Luis Fernando Mostajo    | 9.635     | 0,64  | -      | -      |
| Alleanza del Rinnovamento Nazionale                  | Juan Santa Cruz          | 9.420     | 0,63  | -      | -      |
| Forza Nazionale Progressista                         | Humberto Cayoja Riart    | 8.665     | 0,58  | -      | -      |
| Totale                                               | Totale                   | 1.504.056 |       | 130    | 27     |

- Sono considerati i dati trasmessi al Congresso.